# یک میدان منهتن
یک میدان منهتن (همچنین به عنوان ۲۲۵ خیابان چری یا ۲۵۲ خیابان جنوبی) یک پروژه آسمان خراش مسکونی است که توسط شرکت توسعه اکستل در محله دو پل منهتن، شهر نیویورک توسعه یافته است. این پروژه که از سال ۲۰۱۴ تا ۲۰۱۹ ساخته شد، در محل یک فروشگاه مواد غذایی سابق پث‌مارک ساخته شد که در سال ۲۰۱۴ تخریب شده بود. این ساختمان در سال ۲۰۱۷ به حداکثر ارتفاع خود رسید و به‌طور قابل توجهی در بافت محله، با ارتفاع ۸۴۷ فوت (۲۵۸ متر) برجسته است. بلندترین سازه بعدی پل منهتن با ارتفاع تقریباً ۳۳۶ فوت (۱۰۲ متر) است.
یک بخش ۱۳ طبقه مسکن مقرون به صرفه به‌طور جداگانه از برج اصلی در محل قرار خواهد گرفت. ساختمان در سپتامبر ۲۰۱۷ به حداکثر ارتفاع خود رسید و در اوت ۲۰۱۹ تکمیل شد.

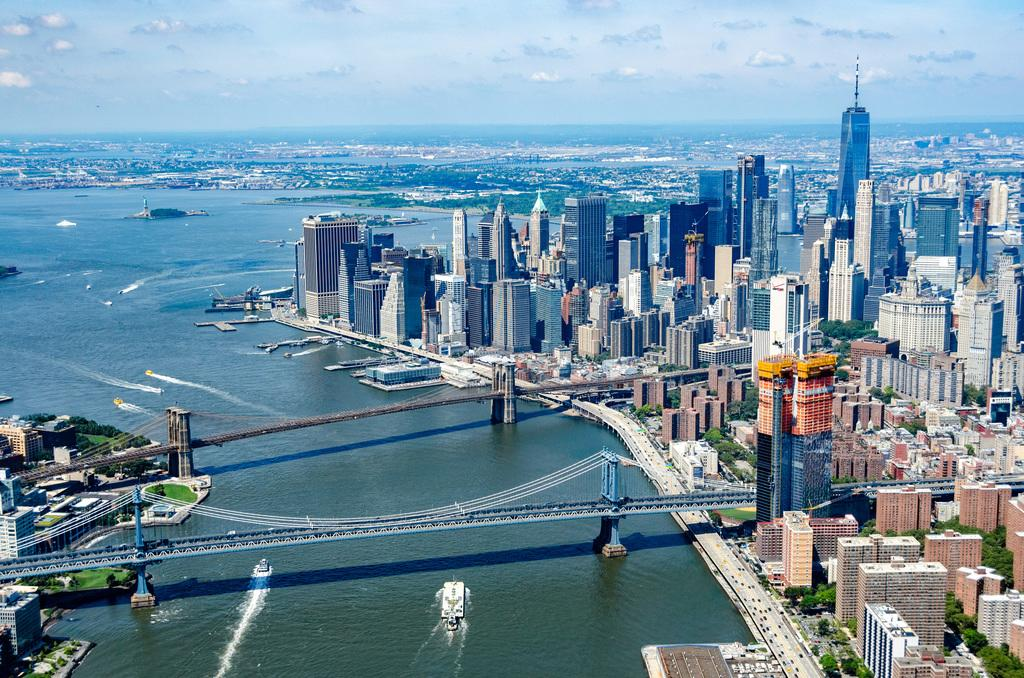
یک میدان منهتن (راست، پیش زمینه) در حال ساخت در سال ۲۰۱۷

## جنجال
ساکنان این محله بلافاصله به تعطیل شدن سوپرمارکت قدیمی پث‌مارک واکنش نشان داده و مدعی شدند که اعیانی‌سازی مانع از آن می‌شود که بتوانند مواد غذایی مقرون به صرفه تهیه کنند. هنگامی که پث‌مارک بسته شد، سایر بازارهای این محله گران‌تر شدند.